# Khomein
Khomein (en persan : خمین) est une ville du centre de l'Iran située dans la province de Markazi, à environ 160 km de Qom et 300 km de Téhéran.
Khomein est le lieu de naissance de l'ayatollah Khomeini.
Un des produits de la ville est le miel.
Les sites importants naturels, historiques et monuments religieux de la ville sont:
- la maison du père de l'imam Khomeini ;
- le fort de Joojan et Shams ;
- le bazar ;
- la mosquée Jame ;
- Imamzadehs de ismail et Addollah ;
- les quartiers et les vieilles maisons de Khomein